# Phạm Văn Hà
Phạm Văn Hà (sinh ngày 1 tháng 9 năm 1960) là một thẩm phán và chính trị gia người Việt Nam. Ông từng là Chánh án Tòa án nhân dân cấp cao tại Hà Nội, đại biểu Quốc hội Việt Nam khóa 12 và khóa 13, thuộc đoàn đại biểu Nghệ An, Phó trưởng Đoàn ĐBQH tỉnh Nghệ An khóa 13, Ủy viên Ủy ban Pháp luật của Quốc hội khóa 13, Chánh án Tòa án nhân dân tỉnh Nghệ An.

## Xuất thân
Ông sinh ngày 1 tháng 9 năm 1960, quê quán ở xã Quỳnh Bá, huyện Quỳnh Lưu, tỉnh Nghệ An, người dân tộc Kinh, không theo tôn giáo nào.

## Giáo dục
Ông có trình độ chuyên môn là cử nhân luật, trình độ chính trị là cử nhân chính trị.

## Sự nghiệp
Ông gia nhập Đảng Cộng sản Việt Nam vào ngày 3/8/1991.

### ĐBQH 12 Nghệ An
Từ 2007 đến 2011, ông là đại biểu Quốc hội Việt Nam khóa 12 tỉnh Nghệ An, đồng thời là Bí thư BCS Đảng, Bí thư Đảng ủy, Chánh án Tòa án nhân dân tỉnh Nghệ An.

### ĐBQH 13 Nghệ An
Từ 2011 đến 2016, ông là đại biểu Quốc hội Việt Nam khóa 13, thuộc đoàn đại biểu Nghệ An, Phó trưởng Đoàn ĐBQH tỉnh Nghệ An khóa 13, Ủy viên Ủy ban Pháp luật của Quốc hội khóa 13, đồng thời là Tỉnh ủy viên, Bí thư Ban cán sự Đảng, Chánh án Tòa án nhân dân tỉnh Nghệ An.
Ngày 12 tháng 8 năm 2015, ông được bổ nhiệm chức vụ Chánh án Tòa án nhân dân cấp cao tại Hà Nội.